# Loftus Etienne
Loftus William Etienne (* 1951 auf Dominica) ist ein dominicanischer Collagekünstler, der Mitte der 1980er-Jahre einen schnellen und kurzen Ruhm genoss. Aufgrund seiner unbedarften Herangehensweise wird er der Art brut zugerechnet.

## Leben
Loftus Etienne wurde 1951 als Sohn eines Zimmermanns auf der Karibikinsel Dominica geboren.
Mit seinen Eltern übersiedelte er 1958 ins englische Bradford, in der Grafschaft West Yorkshire gelegen. Dort machte er eine Lehre zum Automechaniker. Er folgte seinen Eltern auch 1971, als sie nach London umzogen. 1973 zog er zu seinem verwitweten Onkel in die New Yorker Bronx, kehrte aber 1975 nach London zurück, wo er sich mit Gelegenheitsjobs durchschlug. Ein halbes Jahr lang war er 1977 in Beirut als Discjockey tätig, danach begann wieder eine Phase unsteter Arbeit in London. Zum Zeitvertreib fertigte er Collagen aus ausgeschnittenen Bildern an, die er durch Buntstiftzeichnungen und -schraffuren verband. Diese verschenkte er gerne. Auf die Technik war er durch Zufall gekommen, als ihm ein Foto aus der Hand auf ein auf dem Boden ausgebreitetes Plakat gefallen war. 1983 lernte der Wiener und Münchener Kunsthändler Helmut Klewan ihn und seine Werke kennen. Er war so von der L’art pour l’art angetan, dass er Etienne nach Wien holte und dort 1984 eine Ausstellung organisierte. Nachdem sich Etienne einen guten Ruf in der Wiener Kunstszene verschafft hatte, erhielt er von Arnulf Rainer das Angebot, in seine Klasse einzutreten, was Etienne jedoch ablehnte. Schon eher war er geneigt, der Einladung von Maria Lassnig zu folgen, ihr und ihren Studenten an der Wiener Hochschule für angewandte Kunst Modell zu stehen. Daraus entwickelte er doch noch das Interesse am Erlernen von Maltechniken, sodass er später auch ihr Schüler wurde.
Klewan suchte ihm schließlich ein Atelier in Schwabing. Mit zunehmender Versiertheit trat das Collagieren immer mehr zugunsten der farbigen Schraffur und Zeichnung in den Hintergrund. Den Höhepunkt seines Erfolges erlebte der Künstler beim Kölner Kunstmarkt 1985 mit erzielten Preisen zwischen 1.800 und 6.000 DM. Ausstellungen in München (1985) und Köln (1988) unterstrichen das Interesse an der ausgefallenen Kunst. Loftus Etienne sehnte sich in dieser Zeit bereits stark nach seiner Heimat. Von weiteren künstlerischen Aktivitäten ist nichts bekannt. 2005 wurden Beispiele seines Schaffens noch einmal in Altötting und zehn Jahre später in einer Art-brut-Ausstellung in Halle (Saale) gezeigt.

## Stil
Für das Kunstforum International war Etiennes Stil eine „naive Wiedergeburt des Surrealismus“, durchgeführt mit gezähmt-exotischem Zeichentalent. Deren Werkanalyse lautet: „Das Beziehungsgeflecht, das er aufbaut, schwankt zwischen vordergründigen Assoziationen und eher versteckten, persönlichen Ängsten und Träumen. In einer gewissen Naivität ist er auf der Suche nach dem schönen Bild und verwendet als echter Autodidakt simple Mittel wie Pfeile, Dreiecke und Parallelen, um die Beziehungen aufzudecken. In einigen Bildern wagt er sich bereits an kleine Felder mit freier Malerei. Aber seine klare Ordnung, die immer ein Geschiebe von Kuben und Flächen ist, gibt er nicht auf.“
Etienne kauerte, so beschrieb die Kunstzeitschrift Art die Entstehung seiner Bilder, auf dem Boden und drapierte Bilderschnipsel auf Karton. Zwischen den aufgeklebten Blickfängen legte er Lineal und Bleistift an, um Verbindungslinien zu ziehen. Er konstruierte geometrische Räume, deren Perspektiven den bekannten Dimensionen trotzten und die er „mit verschwenderischen Buntstift-Regenbögen“ füllte. Bewertet wurden die Ergebnisse wie folgt: „Seine Collagen waren auf eine gerade, ehrliche Art naiv, ohne modisch kalkulierte Infantilismen. Sie waren exotisch, aber nicht penetrant folkloristisch. Voller Unschuld hatte der Mann aus Dominica die vorgefundene ehrwürdige Kultur mit sonnigen Buntstift-Schraffuren zu geheimnisvollen Kompositionen kombiniert.“
Betrachtern erscheinen die Arrangements aus Fotos und Beifügungen manchmal als „wahre Bühnenbilder“.

## Einzel- und Partnerausstellungen
- 1984: Loftus Etienne (Galerie Klewan, Wien)
- 1985: Arbeiten auf Karton (Galerie Klewan, München)
- 1987: Junge Kunst in Esslingen (Bahnwärterhaus, Galerie der Stadt Esslingen am Neckar) (zusammen mit Hermann Nitsch)
- 1988: Rainer-Überarbeitungen (München, Galerie Klewan) (zusammen mit Arnulf Rainer)
- 1988: Loftus Etienne (Galerie Susanne Zander/Delmes & Zander, Köln)
- 2005: Loftus Etienne (Altötting, Stadtgalerie)

## Kataloge und Kunstmappen
- 1985: Loftus Etienne. Arbeiten auf Karton. Katalog zur Ausstellung in der Galerie Klewan, München. mit Texten von Attersee, Otto Breicha und Hermann Nitsch. Galerie Klewan, München 1985, ISBN 3-930127-12-1.
- 1986: Junge Kunst in Esslingen 1987. Loftus Etienne, Elisabeth Minke, Arcangelo, Anita Wahl, Tamás Trombitás, Marc Desgrandchamps. Bahnwärterhaus – Galerie der Stadt Esslingen, Esslingen 1986 (Kunstmappe).
- 1987: Loftus Etienne. Rainer-Überarbeitungen. mit einem Text von Arnulf Rainer. Galerie Klewan, München 1987, ISBN 3-930127-15-6.
- 1987: Loftus Etienne. Junge Kunst in Esslingen. Bahnwärterhaus – Galerie der Stadt Esslingen, Esslingen 1987.
- 1987: Andrew Graham Dixon: Loftus Etienne. 9 April–15 May 1987. Fischer Fine Art, London 1987.